# كأس السوبر اللبناني للسيدات
كأس السوبر اللبناني للسيدات هي مباراة سنوية تقام بين بطل الدوري اللبناني للسيدات وكأس لبنان للسيدات، تأسست البطولة في 2016، وحقق نادي نجوم الرياضة اللقب في أول نسخة.

## سجل الأبطال

### حسب الموسم
| السنة | البطل        | النتيجة | الوصيف       |
| ----- | ------------ | ------- | ------------ |
| 2016  | نجوم الرياضة | 15–0    | بيروت        |
| 2017  | ذوق مصبح     | 5–2     | نجوم الرياضة |
| 2018  | ذوق مصبح     | 5–0     | نجوم الرياضة |
| 2019  | لم تقام      | لم تقام | لم تقام      |

### حسب النادي
| النادي       | عدد الألقاب | الوصيف | مواسم التتويج |
| ------------ | ----------- | ------ | ------------- |
| ذوق مصبح     | 2           | 0      | 2017, 2018    |
| نجوم الرياضة | 1           | 2      | 2016          |
| بيروت        | 0           | 1      |               |